# Wim De Vocht
Wim De Vocht, né le 29 avril 1982 à Turnhout, est un coureur cycliste belge, passé professionnel en 2004.

## Palmarès

### Palmarès amateur
- 1998
  - 3e du championnat de Belgique du contre-la-montre débutants
- 1999
  - Champion de la province d'Anvers du contre-la-montre juniors
  - 2e du championnat de Belgique de l'américaine juniors
  - 2e du Tour des Flandres juniors
- 2000
  -  Champion de Belgique sur route juniors
  - Ster van Zuid-Limburg :
    - Classement général
    - 1reb, 2e et 3e étapes

  - 2ea (contre-la-montre) et 3e étapes des Trois Jours d'Axel
  - Grand Prix Général Patton :
    - Classement général
    - 1re et 2e étapes

  - 2e du championnat de Belgique de l'américaine juniors
  - 2e du championnat de Belgique du kilomètre juniors
  - 2e du Kuurnse Leieomloop
  - 2e du championnat de Belgique du contre-la-montre juniors
  - 2e du Circuit Mandel-Lys-Escaut juniors
  - 3e du championnat de Belgique de poursuite juniors
  - 3e du championnat de Belgique de vitesse juniors
- 2002
  - 2e du Tour des Flandres espoirs
- 2003
  - Tour des Flandres espoirs
  - 4e étape du Transalsace International
  - 3e du Grand Prix Istria 3

### Palmarès professionnel
- 2005
  - 2e du Mémorial Rik Van Steenbergen
- 2011
  - 3e du Circuit Mandel-Lys-Escaut

## Résultats sur les grands tours

### Tour d'Espagne
1 participation
- 2006 : abandon (9e étape)

## Classements mondiaux
| Année           | 2009   |
| --------------- | ------ |
| UCI Europe Tour | 1 118e |